# Geul
El Geul (francès Gueule, alemany Göhl) és un petit riu de Bèlgica i dels Països Baixos que neix a Lichtenbusch, un municipi de la província de Lieja i es desemboca al Mosa a Voulwames prop de Meerssen.

## Història i ecologia

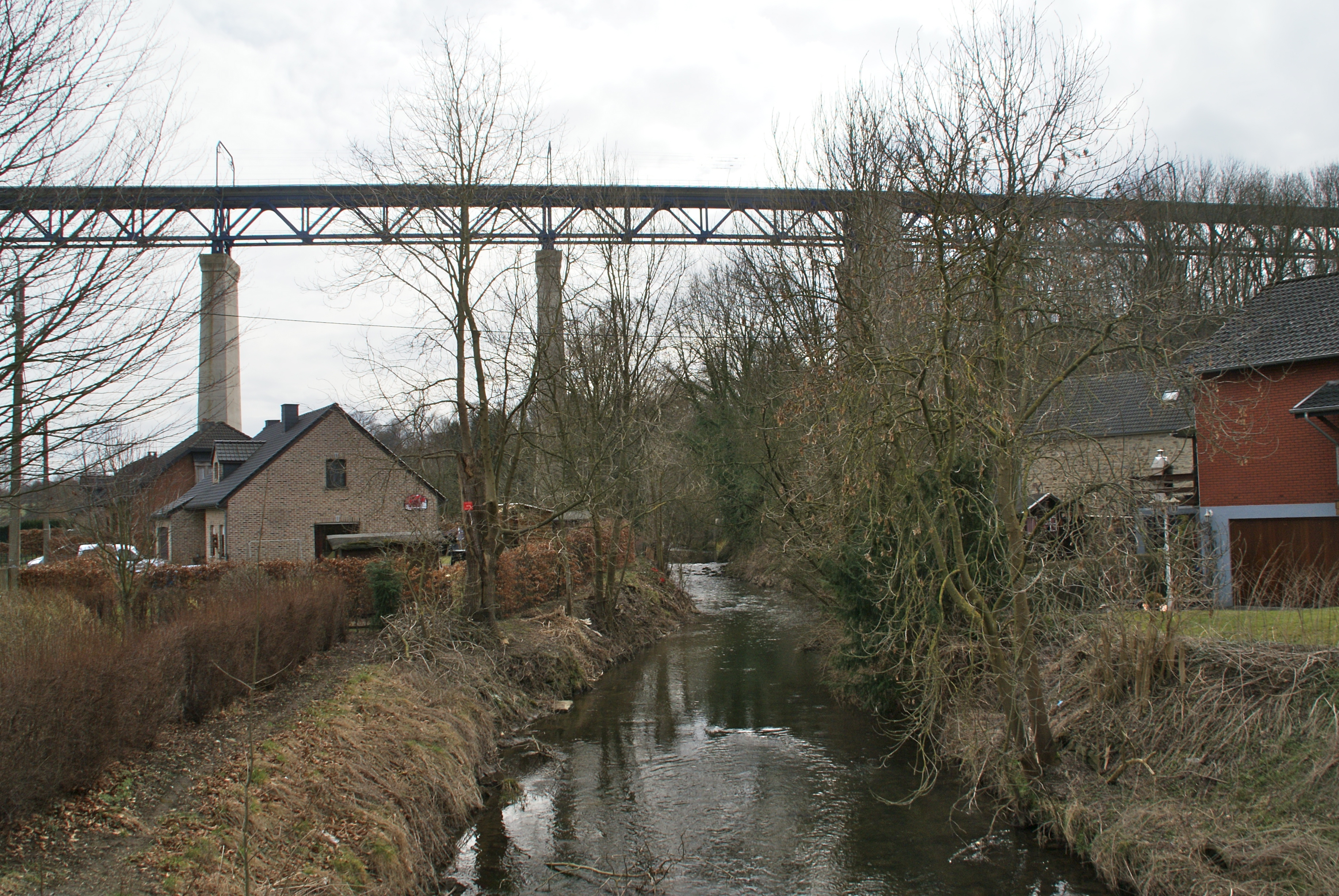
El Geul i el viaducte ferroviari de Moresnet

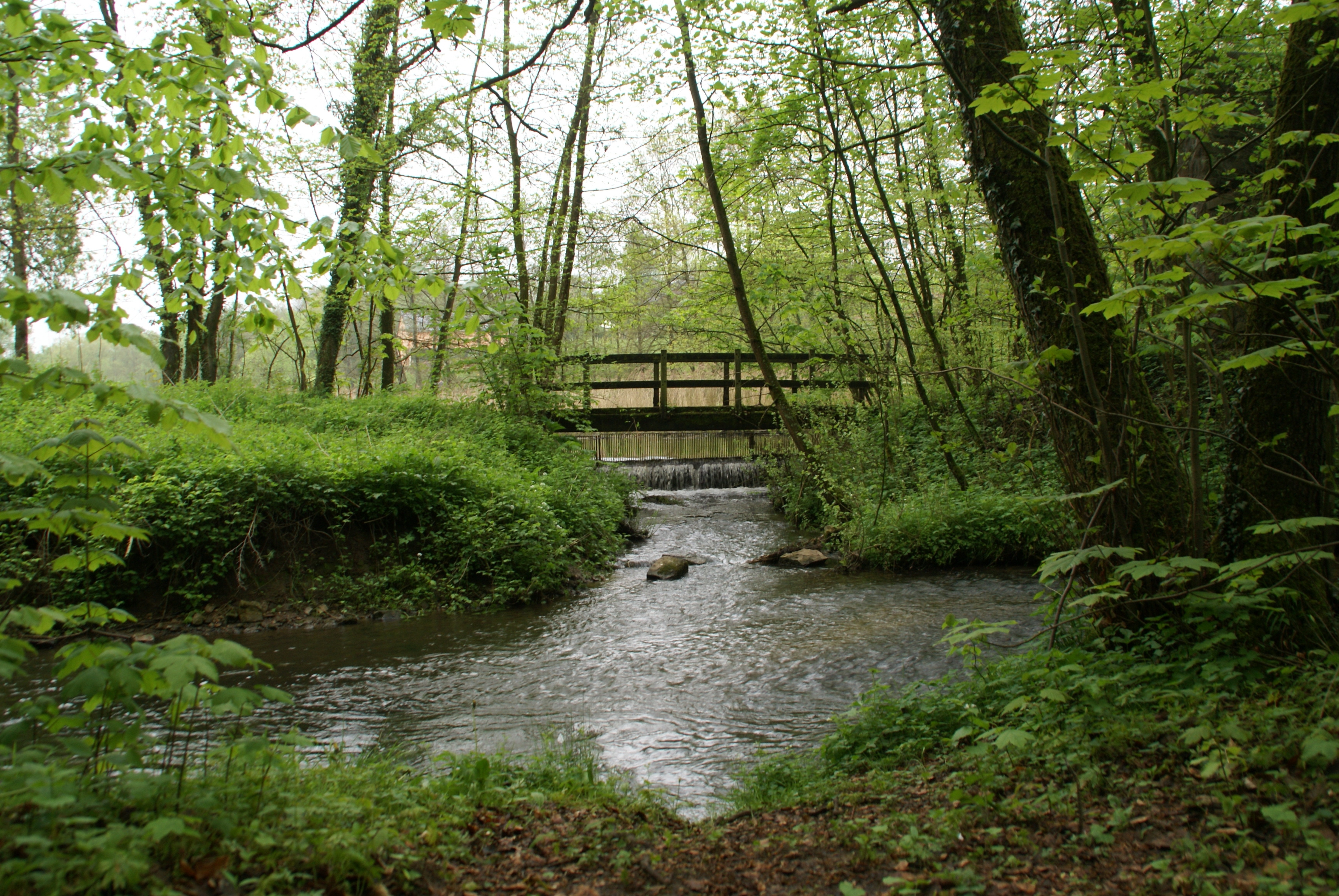
Conflent del Tüljebach i del Geul

Grans parts del riu van estar canalitzades als segles passats. Es troben uns catorze molins als seus marges.
Com el riu va perdre el seu menut paper econòmic es va decidir de restaurar el seu curs natural. El riu recobrarà així la seva tortuositat original, el que haurà d'afavorir la biodiversitat i el retorn del peix.
El riu creua Plombières (Bleiberg) i Kelmis, on fins a l'inici del segle xx hi havia mines de zinc i de plom. El nom del mineral calamina prové del nom francès de Kelmis: La Calamine. L'aigua del riu es carrega de metalls pesants que crea un biòtop ideal per a plantes rares als quals cal una terra rica de zinc com la viola calaminària. Va donar l'epitet a la ciutat de Valkenburg aan de Geul.

## Afluents majors
El riu té molts afluents i petits rierols. Els més importants són: 
- El Gulp
- L'Eyserbeek
- El Tüljebach
- El Zelserbeek